# Parc quasi national de Wakasa-wan
Le parc quasi national de Wakasa-wan (若狭湾国定公園, Wakasa-wan Kokutei Kōen) est un parc quasi national situé dans les préfectures de Fukui et de Kyoto au Japon. Créé le 1er juin 1955, il s'étend sur 210,91 km2.